# John Haugeland
John Haugeland, född 1945, död 23 juni 2010, var professor i filosofi vid University of Chicago. Han hade tidigare undervisat vid University of Pittsburgh och UC Berkeley. Haugeland är mest känd som medvetandefilosof.

## Verk
- Mind Design (1981) (editor). Cambridge, Mass.: MIT Press
- Artificial Intelligence: The Very Idea (1985).  Cambridge, Mass.: MIT Press.
- Mind Design II Second Edition (1997) (editor). Cambridge, Mass.: MIT Press
- Having Thought: Essays in the Metaphysics of Mind (1998). Cambridge, Mass.: Harvard University Press.
- Rationality and Theory Choice (forthcoming) (Haugeland, J and Conant, J, eds.). Chicago, Ill.: University of Chicago Press.